# Филип Хайнрих фон Хоенлое-Ингелфинген
Филип Хайнрих фон Хоенлое-Ингелфинген (на немски: Philipp Heinrich von Hohenlohe-Ingelfingen; * 10 септември 1702 в Ингелфинген; † 5 април 1781 в Ингелфинген) е граф (1743 – 1763) и от 1764 до 1781 г. първият княз на Хоенлое-Ингелфинген.
Той е най-възрастният син на граф Христиан Крафт фон Хоенлое-Ингелфинген (1668 – 1743) и съпругата му графиня Мария Катарина София фон Хоенлое-Валденбург (1680 – 1761), дъщеря на граф Хискиас фон Хоенлое-Валденбург-Пфеделбах (1631 – 1685) и Доротея Елизабет фон Хоенлое-Валденбург (1650 – 1711).
Брат е на граф Христиан Лудвиг Мориц (1704 – 1758), Хайнрих Август (1715 – 1796), 1. княз на Хоенлое-Ингелфинген (1781 – 1796), и на Август I Вилхелм (1720 – 1769), 1. княз на Хоенлое-Ингелфинген.

Император Франц I издига на 7 януари 1764 г. Филип Хайнрих с братята му на имперски княз. Той умира без наследник на 5 април 1781 г. в Ингелфинген на 78 години и е погребан там. Единственият наследник на страната е брат му Хайнрих Август.

## Фамилия
Филип Хайнрих се жени на 4 март 1727 г. в Лангенбург за братовчедка си Албертина фон Хоенлое-Лангенбург (* 29 януари 1701; † 5 ноември 1773), дъщеря на Албрехт Волфганг фон Хоенлое-Лангенбург (1659 – 1715) и съпругата му графиня София Амалия фон Насау-Саарбрюкен (1666 – 1736). Те имат децата:
- Георг Фридрих (1728 – 1729)
- Кристиан Карл Фридрих (1731 – 1736)
- Фридрих Лудвиг Холандинус (1733 – 1734)
- Кристиан Крафт (1740 – 1747)
- Албрехт Волфганг фон Хоенлое-Ингелфинген (1743 – 1778), наследствен принц на Хоенлое-Ингелфинген, женен на 5 ноември 1766 г. в Лангенбург за принцеса Елеонора Юлиана фон Хоенлое-Лангенбург (1734 – 1813), дъщеря на принц Лудвиг фон Хоенлое-Лангенбург (1696 – 1765) и Елеанора фон Насау-Саарбрюкен (1707 – 1769)[4]
- София Августа (*/† 1736)